# Mega Duck

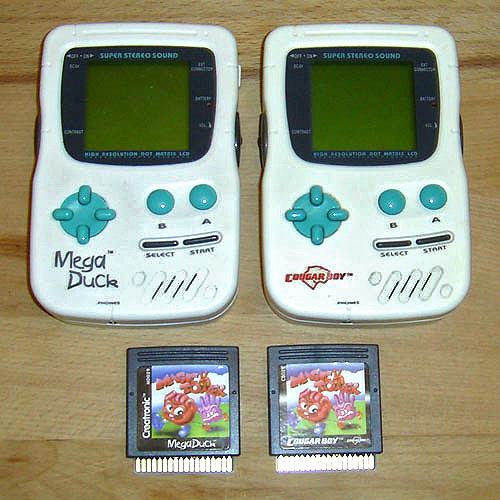
Mega Duck i Cougar Boy z identycznymi grami na obydwa systemy

Mega Duck lub Cougar Boy – konsola stworzona w 1993 roku przez trzy firmy: Creatonic, Videojet i Timlex. 
Na początku dostępna jedynie we Francji, Holandii oraz Niemczech. Po pewnym czasie amerykańska firma Cougar zaczęła sprzedaż tej konsoli w Północnej Ameryce i Brazylii pod nazwą „Cougar Boy”.

## Dane Techniczne
- CPU Z80 4.194304 MHz
- RAM 16 KB (2 * 8KB)
- Ekran 2,7" 48x51 mm rozdzielczość 160×144 czarno-biały, z czterema odcieniami szarości
- Wymiary 155 x 97 x32 mm
- Waga 249 gramów

## Lista gier
| Nazwa gry           | Oznaczenie (Mega Duck) | Oznaczenie (Cougar Boy) | Rok Produkcji |
| ------------------- | ---------------------- | ----------------------- | ------------- |
| 2nd Space           | CB028                  | MD028                   | 1993          |
| Ant-Soldiers        | CB026                  | MD026                   | 1993          |
| Armoured Force      | CB014                  | MD014                   | 1993          |
| Artic Zone          | CB006                  | MD006                   | 1993          |
| Black Forest Tale   | CB013                  | MD013                   | 1993          |
| Bomb Disposer       | CB003                  | MD003                   | 1993          |
| Five in One         | CB036                  | MD036                   | 1993          |
| Four in One         | CB035                  | MD035                   | 1993          |
| Magic Maze          | CB007                  | MD007                   | 1993          |
| Magic Tower         | CB029                  | MD029                   | 1993          |
| Pile Wonder         | CB010                  | MD010                   | 1993          |
| Puppet Knight       | CB008                  | MD008                   | 1993          |
| Railway             | CB019                  | MD019                   | 1993          |
| Snake Roy           | CB018                  | MD018                   | 1993          |
| Street Rider        | CB002                  | MD002                   | 1993          |
| Suleuman's Treasure | CB005                  | MD005                   | 1993          |
| The Brick Wa        | CB001                  | MD001                   | 1993          |
| Trap and Turn       | CB009                  | MD009                   | 1993          |
| Vex                 | CB004                  | MD004                   | 1993          |
| Worm Visitor        | CB030                  | MD030                   | 1993          |